# رود تايلور (لاعب هوكي الجليد)
رود تايلور (بالإنجليزية: Rod Taylor)‏ هو لاعب هوكي الجليد أمريكي، ولد في 1 ديسمبر 1966 في ليك أوريون في الولايات المتحدة.

## وصلات خارجية
- رود تايلور على موقع دوري الهوكي الوطني (الإنجليزية)
- رود تايلور على موقع EliteProspects.com (الإنجليزية)
- رود تايلور على موقع HockeyDB.com (الإنجليزية)